# Ruanda-Franc

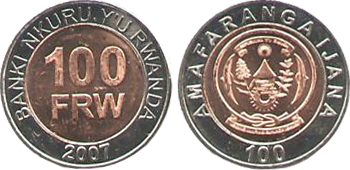
100 ruandische Francs

Der Ruanda-Franc ist die Währung von Ruanda in Ostafrika. Er ist unterteilt in 100 Centimes, obwohl keine Münzen mit einem Wert unter 1 Franc ausgegeben werden. Abgekürzt wird er mit F.Rw oder nach ISO 4217 mit RWF.
Ausgegeben werden Münzen im Wert von 1, 5, 10, 20, 50 und 100 Franc sowie Banknoten im Wert von 500, 1000, 2000 und 5000 Franc.
In Kigali und den anderen größeren Städten kann man sowohl mit US-Dollar als auch mit Ruanda-Franc bezahlen. Auf dem Land bleibt er aber weiterhin das einzig gültige Zahlungsmittel.
Die Banknoten verwenden Beschriftungen in Englisch und Kinyarwanda.

## Banknoten
Alle vor dem Jahr 2004 herausgegebenen Banknoten wurden mit dem 1. Januar 2010 ungültig.
| Serien 2004–2013 | Serien 2004–2013 | Serien 2004–2013 | Serien 2004–2013                 | Serien 2004–2013                      | Serien 2004–2013 |
| Wert (Franc)     | Abmessungen (mm) | Farbe            | Beschreibung                     | Beschreibung                          | Ausgabejahre     |
| Wert (Franc)     | Abmessungen (mm) | Farbe            | Vorderseite                      | Rückseite                             | Ausgabejahre     |
| ---------------- | ---------------- | ---------------- | -------------------------------- | ------------------------------------- | ---------------- |
| 500              | 135×72           | grün, gelb       | Ruandische Nationalbank          | Teesammler                            | 2004 2008        |
| 500              | 135×72           | grau, hellblau   | Kühe                             | Schüler mit Notebook                  | 2013             |
| 1000             | 140×72           | blau, hellblau   | Ruandisches Nationalmuseum       | Goldmeerkatze im Nationalpark Virunga | 2004 2008        |
| 1000             | 140×72           | blau, hellblau   | Ruandisches Nationalmuseum       | Goldmeerkatze im Nationalpark Virunga | 2015             |
| 2000             | 142×72           | violett, rot     | Satellitenschüssel und Sendemast | Kaffeebohnen                          | 2007             |
| 2000             | 142×72           | violett, rot     | Satellitenschüssel und Sendemast | Kaffeebohnen                          | 2014             |
| 2000             | 142×72           | lila             | Kiwusee                          | Kaffeebohnen                          | 3. Sep. 2024     |
| 5000             | 145×72           | rot, braun       | Berggorilla                      | traditionelle Gefäße mit Deckel       | 2004 2009        |
| 5000             | 145×72           | rot, braun       | Berggorilla                      | traditionelle Gefäße mit Deckel       | 2014             |
| 5000             | 145×72           | violett          | Kigali Convention Centre         | traditionelle Gefäße mit Deckel       | 3. Sep. 2024     |